# Szemantikai mező
A nyelvészetben a szemantikai mező és a lexikai mező terminusok olyan halmazokat neveznek meg, amelyeket szavak különféle osztályokba való csoportosításának céljából alkotnak. A csoportosítás a szavak jelentési terének alapján történik, azon különféle fogalmi mezőktől kiindulva, amelyekbe a szavak beleillenek.
Egyes szerzők szinonimákként kezelik a két terminust, de mások megkülönböztetik a lexikai mezőt a szemantikai mezőtől.

## Lexikai és szemantikai mező megkülönböztetésére tett próbálkozások
E próbálkozások között Dubois 2002 megemlít egy olyat, amely lexikai mezőknek tekint egy-egy technikához, viszonyhoz, eszméhez stb. tartozó szavak csoportját. Ilyen lenne például a rokoni kapcsolatok lexikai mezője. Ezzel szemben szemantikai mezők lennének azok a kontextus-csoportok, amelyekbe eloszlik egy szó mindegyik jelentése. Például a francia nyelvben a grève szónak eredeti jelentése ’(víz)part’. E jelentés szemantikai mezőjét olyan kontextusok alkotnák, mint „a parton sétál”, „a partot hullámok verdesik” stb. A szó újabb jelentése ’sztrájk’. Ennek szemantikai mezőjébe tartozna „a munkások sztrájkolnak”, „sztrájktörés” stb.
Egy másik megkülönböztetési kísérletet Bergez 1994 említ meg. Ez a nyelvi jel két összetevőjéből, a jelölőből, illetve a jelöltből indul ki. Szemantikai mező lenne az, amely egy jelölő mindegyik jelöltjét foglalná egybe, tehát egy szónak mindegyik jelentését. Például a francia travail jelölőből kiindulva tanulmányozni lehet diakronikus módon ennek szemantikai mezőjét az első jelentésével kezdve, ami „kínzás”, és végig lehet menni mindegyik jelentésén a 21. században meglévőkig, amelyek között elsődleges a ’munka’ jelentés. Lexikai mező irodalmi szöveg elemzése nyomán lehetne megállapítható. Például Paul Valéry francia költő Le cimetière marin ’A tengerparti temető’ költeményéből ki lehet vonni a mer ’tenger’ jelölt metaforikus jelölőinek szemantikai mezőjét: toit tranquille ’nyugodt tető’, l’abîme ’a mély örvény’, une éternelle cause ’egy örök ok’ stb.
A két fogalom megkülönböztetésével kapcsolatban Bergez 1994 ugyanakkor megjegyzi, hogy szókincs és jelentés ugyanúgy szétválaszthatatlanok, mint jelző és jelölt, következésképpen minden szemantikai mező lexikai mező is, és fordítva, a lexikai mező szemantikai is, ezért inkább lexikai-szemantikai mezőről beszél. A két fogalom közötti különbség nem lehet világos, mivel minden értelmezésben úgy lexikai, mint szemantikai (jelentéstani) tényezők is meghatározók, és mind fogalmi mezővel kapcsolatosak, ezért a mező mindegyik leírása között, akár lexikainak, akár szemantikainak nevezik, vannak érintkezési pontok és átfedések.

## Lexikai-szemantikai mezők típusai
Van olyan mező, amely egy többjelentésű szó mindegyik jelentéséből állhat, mint a fentebb említett francia travail és grève szavakkal kapcsolatosak.
Egy másik mezőtípust fogalminak vagy asszociatívnak neveznek. Ebben mindegyik szó a világról való tapasztalásnak egyazon területére vonatkozik diakronikus és szinkronikus szempontból. Az ilyen mező egy kulcsszó köré csoportosul, például a tenger szó magához vonzza a víz, hajó, tengerész stb. szavakat.
Van egyes szerzők által generikusnak nevezett mező. Egyazon szófajhoz tartozó, különböző tövű, de jelentésük szempontjából rokon szavakat gyűjt egybe. Közöttük lehet mindegyik szó hiperonimája is, olyan szó is, amely mindegyik legfőbb jelentési jegyét hordozza. Ilyen mező például az ülőalkalmatosságok elnevezéseit egybefoglaló: francia siège ’ülőalkalmatosság’ és ’ülés’ (járműben), chaise ’szék’, fauteuil ’karosszék’, selle ’nyereg’, tabouret ’támlátlan szék’ stb.
Egy tő alapján képzéssel alkotott mezőt is számontartanak, amelynek hagyományosan szócsalád az elnevezése, pl. szem, szemcse, szemecske, szemelget, szemereg, szemerkél, szemes, szemez, szemlél, szemölcs stb.

## Lexikai-szemantikai mezők és nyelvek viszonya
Egyazon fogalom vagy fogalmi tér szerveződése nyelvek szerint változhat, amint az összehasonlításuk nyomán kiderül úgy szinkronikus, mint diakronikus nézetben. Például a színek elnevezéseinek mezőjét vizsgálva az tűnik ki, hogy egyes nyelvekben csak egy egyszerű szó van egy adott színre, mint a kék, például a franciában (bleu), viszont kettő az orosz nyelvben (goluboj ’világoskék’ és szinyij ’kék’) és három az olaszban (celeste ’égszínkék’, azzurro ’kék’ , blu ’sötétkék’), miközben a mexikói tarahumara nyelvben csak egy közös szó van a kékre és a zöldre, siyóname. Diakronikus nézetben megállapították, hogy a latin nyelvben voltak csillogásuk szerint színárnyalatokat megkülönböztető szavak (candidus ’csillogó fehér’ vs. albus ’nem csillogó fehér’, ater ’csillogó fekete’ vs. niger ’nem csillogó fekete’), azonban az újlatin nyelvekben már nincs egyszerű szavakkal kifejezve ez az ellentét: francia blanc ’fehér’, noir ’fekete’.
Az angol nyelvben egyetlen szó van a szülő testvére gyermekének a megnevezésére (cousin ’unokatestvér’), miközben a kínaiban nyolc ilyen szó létezik, de nincs szó a generikus fogalomra:
tánggē ’az apa testvérének az idősebb fia’
tángdì ’az apa testvérének a fiatalabb fia’
tángjiě ’az apa testvérének az idősebb lánya’
tángmèi ’az apa testvérének a fiatalabb lánya’
biǎogē ’az anya testvérének az idősebb fia’
biǎodì ’az anya testvérének a fiatalabb fia’
biǎojiě ’az anya testvérének az idősebb lánya’
biǎomèi ’az anya testvérének a fiatalabb lánya’
Az efféle összehasonlításoknak antropológiai jelentőségük is van, mivel egyes információkat szolgáltatnak a család és a klán társadalmi szerveződéséről.
Egy másik példája a lexikai-szemantikai mezők antropológiai jelentőségére az a mező, amelyben minden főnév különbözőképpen nevezi meg azokat az állatokat, amelyek közös tudományos elnevezése Bos taurus. A magyar nyelvben tartalmazza a (szarvas)marha, tehén, bika, ökör, üsző, borjú szavakat. Ezzel szemben az afrikai fula nyelvet  beszélőknek, akiknek rendkívül fontos ennek a fajnak a tenyésztése, ebbe a mezőbe tartozó 82 szó áll rendelkezésükre. Köztük található:
guddiri ’faroktalan bika’
wudde ’faroktalan tehén’
jaabuye ’nagy köldökű marha’
lelwaaye ’gazella szemű marha’
happuye ’borjának elpusztulása után tejelő tehén’
A 82 szó között a marhák szarvának kinézése szerinti jellegzetes elnevezések is vannak:
elliinge ’felfelé álló szarvú marha’
gajje vagy mooro ’hátrafelé forduló szarvú marha’
hippe ’előrefelé álló szarvú marha’
hogole ’majdnem összeérő szarvú marha’
lettooye ’az egyik felfelé álló és a másik lefelé álló szarvú marha’
wijaaye ’a füle felé irányuló szarvú marha’
tolle ’egyetlen szarvú tehén’
wumale ’szarvak nélküli tehén’